# Обручев, Николай Николаевич
Никола́й Никола́евич О́бручев (21 ноября [3 декабря] 1830 — 25 июня [8 июля] 1904) — русский военный деятель, генерал-адъютант, генерал от инфантерии, почётный член Петербургской Академии наук, начальник Главного штаба (1881—1897), профессор Николаевской академии Генерального штаба, писатель. Один из главных деятелей военных реформ вооружённых сил императорской России 60-х годов XIX века.

## Биография
Родился 21 ноября 1830 года в Петербурге (по другим сведениям, в Варшаве) в семье командира Самогитского гренадерского полка Николая Афанасьевича Обручева; младший брат Афанасия Обручева. Происходил из дворян Санкт-Петербургской губернии.

### Начало карьеры
После ранней смерти отца в 1837 году мальчиком Обручев попал в только что учреждённый Александровский кадетский корпус для малолетних в Царском Селе. Обучение он продолжил с 1841 года в 1-м кадетском корпусе. Военные науки в корпусе преподавали капитаны П. Д. Зотов и П. П. Карцов. Первый в 1877 году стал начальником штаба Румынской армии, а второй командовал корпусом, дошедшим до Сан-Стефано. В 1848 году Обручев закончил обучение и был назначен прапорщиком в Измайловский лейб-гвардии полк. В 1849 году он вместе с полком находился в Венгерском походе для подавления революции в Венгрии, но в боях Измайловский полк участия не принимал. В 1850 году вышла первая его научная работа «Опыт истории военной литературы в России», которая получила Высочайшее благоволение. В 1851 году Николай Николаевич был произведён в поручики и поступил в Императорскую академию Генерального штаба, которую окончил в 1854 году с серебряной медалью и с занесением его имени на мраморную доску Академии. После окончания Академии он получил чин штабс-капитана и был причислен к Генеральному штабу. С 1855 года — дивизионный квартирмейстер 2-й гвардейской кавалерийской дивизии с переводом в гвардейский Генеральный штаб.

### Деятельность при Александре II
В 1856 году, в связи с коронацией Александра II, Обручев получил орден Святой Анны и орден Святого Станислава, оба 3-й степени. В том же году он назначен адъюнкт-профессором, а в следующем году — профессором Николаевской академии Генерального штаба. Преподавал на кафедре военной статистики. В 1858 году начал печататься журнал «Военный сборник», одним из редакторов которого стал Обручев. В нём он опубликовал ряд статей, посвящённых Крымской войне. Наибольший резонанс вызвала статья «Изнанка Крымской войны». В этой статье Обручев проанализировал деятельность интендантских служб русской, английской и французской армий. Эта статья послужила причиной его отстранения от журнала. В 1860 году Обручев был отправлен Николаевской академией Генерального Штаба в командировку в Европу. В феврале 1863 года Обручев был назначен членом совещательного комитета Главного управления Генерального штаба и его делопроизводителем. Тогда же его включили в состав комиссии военного министерства по разработке положения о военно-окружном штабе и войсковом управлении.
15 лет спустя, в 1877 году великий князь Николай Николаевич, оправдывая своё нежелание видеть Обручева в своём штабе, заявил царю, что в 1863 году, будучи начальником штаба 2-й гвардейской пехотной дивизии, Обручев, де, «демонстративно отчислился от должности, не желая идти на „братоубийственную войну“ русских с поляками». Современный биограф Обручева О. Р. Айрапетов, полностью опроверг эту версию великого князя. Во время работы в журнале Обручев сблизился с Н. Г. Чернышевским и Н. А. Добролюбовым. Доподлинно неизвестно, разделял ли он идеи Чернышевского и состоял ли в «Земле и Воле». Видимо, ему были близки либеральные идеи, но революционером он не был.
Ряд публикаций Обручева о русской армии привлёк внимание тогдашнего военного министра Д. А. Милютина. В 1867 году Обручев стал членом и управляющим делами Военно-учёного комитета. Активно участвовал в разработке военных реформ. За активную работу в секретной комиссии по подготовке военной реформы в 1873 году он получил чин генерал-лейтенанта. В том же году выехал в длительную командировку в Турцию, Германию и Австро-Венгрию для сбора сведений о состоянии их вооружённых сил. Также выполнял ряд секретных поручений императора Александра II.

### Участие в Русско-турецкой войне 1877—1878 годов

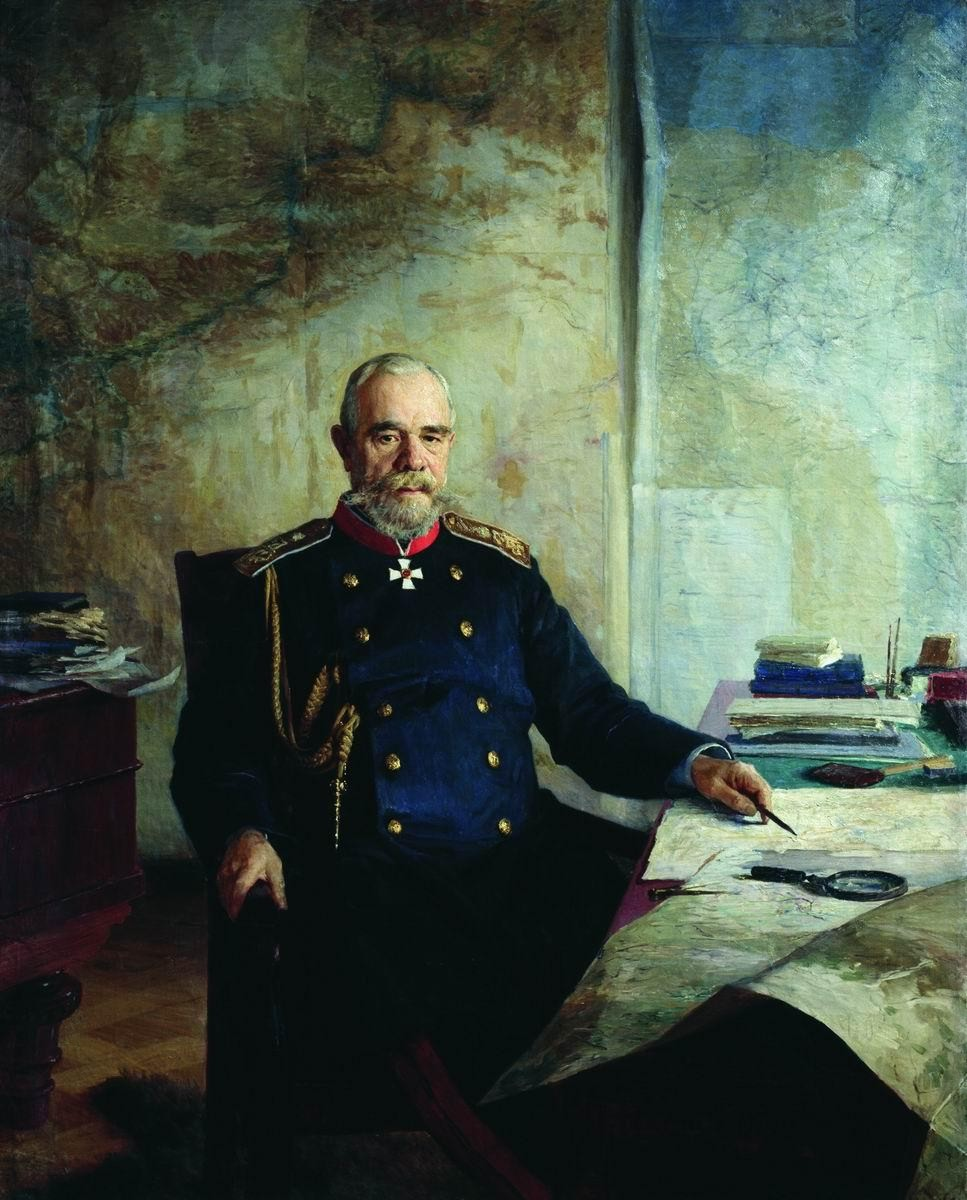
Генерал Обручев Н. Н., являясь по выражению С. Ю. Витте (1849—1915) «умом Военного министерства», разрабатывал стратегический план военных действий против Турции, осуществлённый во время русско-турецкой войны 1877—78 гг., участвовал в разработке стратегических планов на случай войны против Германии и Австро-Венгрии.
Портрет Николая Николаевича Обручева. С картины художника Ярошенко Н. А. (1846—1898). 1898, Мемориальный музей-усадьба художника в Кисловодске

Обручев был автором стратегического плана войны с Турцией. Кроме того, он сыграл большую роль в том, чтобы убедить Александра II в необходимости этой войны. Милютин и Александр II предполагали включить его в состав полевого штаба, однако великий князь Николай Николаевич Старший воспротивился этому. По этой причине Обручев был командирован на Кавказский театр войны. Там он подготовил план операции по разгрому аладжинской группировки неприятеля, который был реализован М. Т. Лорис-Меликовым в Авлияр-Аладжинском сражении. Это привело к падению крепости Карс, ключевой на Кавказском фронте. За участие в войне Обручев был удостоен ордена Святого Георгия 3-й степени, а также звания генерал-адъютанта.
С 1878 года — почётный член Конференции Николаевской академии Генерального штаба. С февраля 1881 года — помощник начальника Главного штаба.

### Деятельность при Александре III
После восшествия на престол Александра III Обручев в июле 1881 года стал начальником Главного штаба и председателем Военно-учёного комитета при военном министре. Уходя в отставку, военный министр Д. А. Милютин так охарактеризовал своего виднейшего соратника:

«В последние годы Обручев был для меня одним из самых полезных и даровитых соратников. Если с выходом моим устранят и его, если не воспользуются таким человеком, каких у нас очень немного, то будет и жалко для России, и постыдно для нового правительства».

На новом посту он, совместно с военным министром П. С. Ванновским, активно занимался совершенствованием Русской армии. При нём была разработана система резервных войск, формировались новые корпуса, дивизионы и полки, совершенствовались инженерные части, были усилены многие крепости. Он участвовал в разработке плана войны против Германии и Австро-Венгрии, плана десантной операции на Босфор.
За свою деятельность на посту начальника Главного штаба Н. Н. Обручев был произведён в генералы от инфантерии и награждён орденом Андрея Первозванного. Один из фортов Кронштадта был назван в его честь. В 1893 году Обручев одновременно назначен членом Государственного совета Российской империи.
Обручев активно подготовил «умы» для франко-русского союза. Был товарищем с французским генералом Раулем де Буадефром, вместе они приложили много усилий для оформления союза. Обручев женился в 1862 году на француженке Marie Leontine Millot.
21 декабря 1897 года подал в отставку и уже 31 декабря 1897 года был уволен от должности с оставлением членом Государственного совета и генерал-адъютантом. Вскоре уехал в имение жены «Жор»(Jaure) во Франции, где и умер 25 июня 1904 года. Похоронен в Санкт-Петербурге на Никольском кладбище Александро-Невской лавры.

## Труды
- Опыт истории военной литературы в России.
- Основные исторические вопросы России и наша готовность к их решению.
- Обзор рукописных и печатных памятников, относящихся до истории военного искусства в России по 1725 г. — СПб.: Тип. К.Крайя, 1853. — 151 с.
- О вооруженной силе и её устройстве. — «Военный сборник». — 1858. — № 1.
- Изнанка Крымской войны. // «Военный сборник». — 1858. — № 3-4, 7-8.
- Записки о снаряжении пехоты пяти первостепенных европейских армий: русской, французской, английской, австрийской и прусской.
- Исследование причин смертности населения и опыта составления санитарной карты.
- Наше финансовое положение. — СПб.: Воен.типогр., 1866. — 60 с.
- Сеть русских железных дорог. Участие в ней земства и войска. — СПб.: Воен.типогр., 1864. — 61 с.
- Обзор деятельности Военного Министерства в последнее пятилетие, финансовых его средств и нужд армии.
- Военно-статистический сборник / Под ред. Н. Н. Обручева. Вып. I—IV. — СПб.: Воен.типогр., 1868—1871.

## Чины и звания
- Прапорщик гвардии — 13.06.1848
- капитан гвардии — 1855
- Полковник — 30.08.1859
- Генерал-майор — 27.03.1866
- Генерал-лейтенант — 13.05.1873
- Генерал-адъютант — 17.04.1878
- Генерал от инфантерии — 30.08.1887

## Награды
- Орден Святого Станислава 3-й степени (1856)
- Орден Святой Анны 3-й степени (1856)
- Орден Святого Станислава 2-й степени (1858)
- Орден Святого Владимира 4-й степени (1862)
- Орден Святой Анны 2-й степени (1865)
- Орден Святого Владимира 3-й степени (1868)
- Орден Святого Станислава 1-й степени (1870)
- Орден Святой Анны 1-й степени (1875)
- Орден Святого Георгия 3-й степени (31.10.1877)
- Орден Святого Владимира 2-й степени (1880)
- Орден Белого орла (01.01.1882)
- Орден Святого Александра Невского (30.08.1888)
- Алмазные знаки к ордену Святого Александра Невского (30.08.1891)
- Орден Святого Владимира 1-й степени (01.01.1894)
- Орден Святого апостола Андрея Первозванного (14.05.1896)

Иностранные:
- турецкий Орден Меджидие 2-й степени со звездой (1872)
- австро-венгерский орден Франца-Иосифа, большой крест (1874)
- черногорский Орден Князя Даниила I 1-й степени (1878)
- румынский Крест «За переход через Дунай» (1878)
- турецкий Орден Османие 1-й степени (1879)
- французский Орден Почётного легиона, офицерский крест (1879)
- сербский Орден Таковского креста 1-й степени (1881)
- итальянский Орден Святых Маврикия и Лазаря 1-й степени (1883)
- болгарский Орден «Святой Александр» 1-й степени (1883)
- греческий Орден Спасителя, большой крест (1889)
- бухарский Орден Благородной Бухары 1-й степени (1889)
- прусский Орден Красного орла 1-й степени (1890)
- гессенский Орден Людвига 1-й степени (1890)
- Мечи к ордену Таковского креста 1-й степени (1891)
- Алмазные знаки к ордену Благородной Бухары 1-й степени (1893)
- французский Орден Почётного легиона, большой крест (1894)
- Бриллиантовые знаки к ордену Османие 1-й степени (1895)
- абиссинский Орден Соломона 1-й степени (1895)
- австро-венгерский Орден Леопольда 1-й степени с бриллиантами (1897)
- прусский Орден Красного орла с бриллиантами, большой крест (1897)
- сиамский Орден Белого слона 1-й степени (1897)

Почётные звания:
- 1871 — в Свите Его Императорского Величества
- 1875 — заслуженный профессор Николаевской Академии Генерального штаба
- 1882 — почётный член Московского университета
- 1888 — почётный член Санкт-Петербургской Академии наук

### Комментарии
1. ↑  В списке командиров Самогитского гренадерского полка за 1825—1838 гг.,составленном А. А. Подмазо, полковник Н. А. Обручев не значится.  Архивная копия от 1 февраля 2022 на Wayback Machine